# Visitazione (Ghirlandaio)

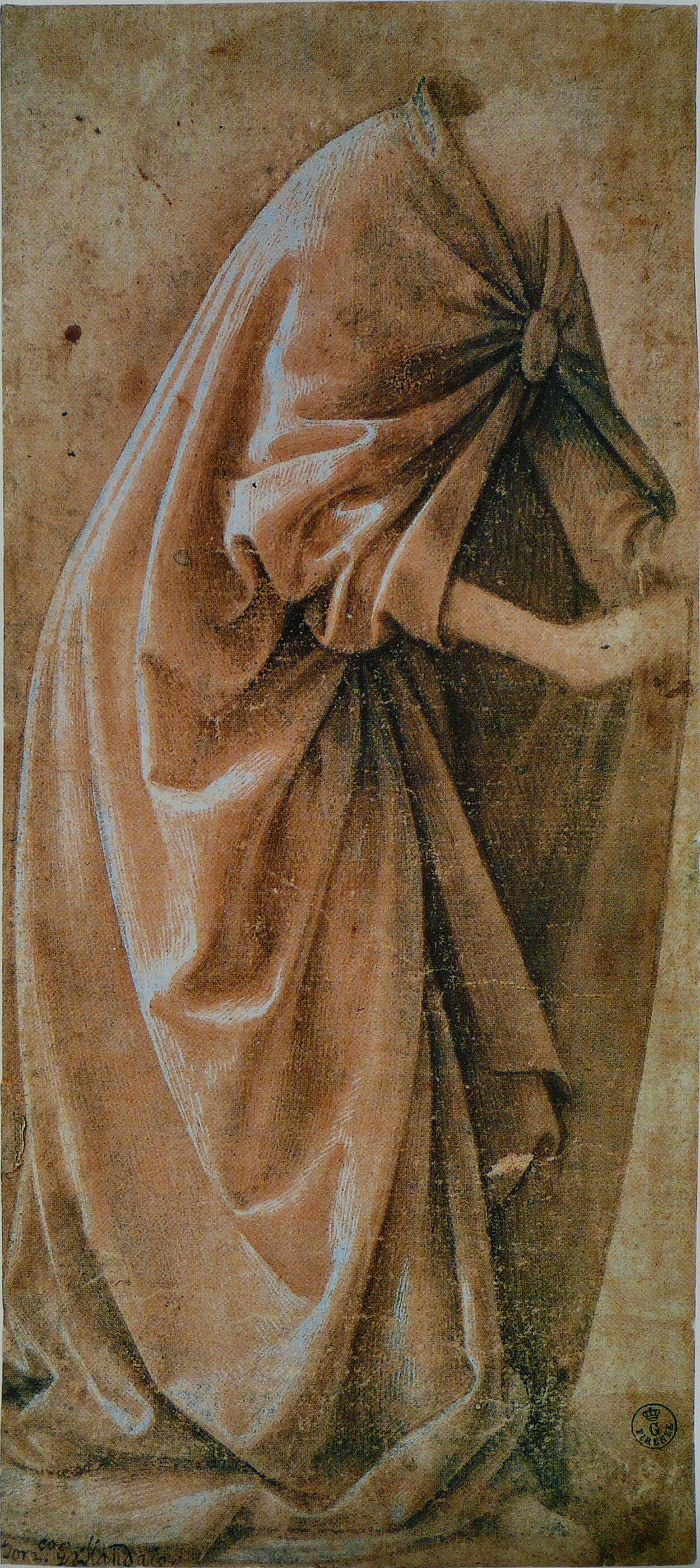
Studio per la Visitazione, Uffizi

La Visitazione è un dipinto a tempera su tavola (172x165 cm) di Domenico Ghirlandaio, datato 1491 e conservato nel Museo del Louvre a Parigi, oggetto di spoliazione napoleonica.

## Storia
L'opera venne commissionata da Lorenzo Tornabuoni per un suo altare nella chiesa fiorentina dei cistercensi, detta poi di Santa Maria Maddalena de' Pazzi. Fu oggetto delle spoliazioni napoleoniche nel Granducato di Toscana. 

## Descrizione e stile
L'episodio della Visitazione, in cui si incontrano Maria e sant'Elisabetta abbracciandosi e riconoscendo i miracoli dello Spirito Santo che le ha entrambe riguardate, una madre eppur vergine, l'altra incinta seppure anziana, è ambientato sullo sfondo di un grandioso arco all'antica, che dà alla composizione solennità e vastità di respiro, grazie all'apertura paesistica al centro. Elisabetta, dalla voluminosa veste gialla, rende omaggio alla giovane Maria inginocchiandosi, e questa ricambia il gesto facendo per piegarsi umilmente.
L'incontro è ricco di spunti psicologici attentamente studiati, dall'affetto tra le donne, intuibile nel loro contatto fisico e visivo, alla dolce sottomissione di Elisabetta, fino al raccoglimento e la serena trepidazione di Maria. I dettagli decorativi sono molto curati, con particolare attenzione alla rifrazione della luce, che il maestro apprese studiando le opere fiamminghe a Firenze: dalle dorature del fregio tempestato di perle e conchiglie (richiami alla purezza di Maria e al suo ruolo di "Nuova Venere"), all'impalpabile velo della Madonna, fino alla spilla dorata con perle e un rubino al centro (richiamo al sangue della Passione di Cristo) che essa tiene appuntato al petto per reggere il mantello. Esiste un disegno al Gabinetto dei Disegni e delle Stampe degli Uffizi del mantello di Maria, testimonianza dell'accurato studio sulla posa e sul panneggio della figura.
Le due donne ai lati sono, come recitano le iscrizioni dorate sull'arco, Maria di Giacobbe (Maria di Cleofa) e Maria Salomè, la cui presenza rimanda ai giorni della Crocifissione e della resurrezione di Gesù, preannunciandone il sacrificio per la redenzione umana. Maria Salomè, che si avvicina con le mani giunte, ha un abito leggero e svolazzante che cita, ancora una volta, il Tondo Bartolini di Filippo Lippi, fonte di ispirazione per numerose figure leggiadre di Ghirlandaio, Botticelli e altri. Il bordo che taglia fuori una parte delle figure laterali dà alla scena un senso dinamico e moderno.
Alcune differenze di stile tra le varie figure testimoniano l'uso di collaboratori di bottega, forse Sebastiano Mainardi.
Sull'arco, in basso a destra, si legge anche la data: MCCCCLXXXXI (1491). La città sullo sfondo, velata dalla foschia, sembra una rielaborazione di Roma, a giudicare dall'arco di trionfo e dal Pantheon.